# Давайте, ребята
«Давайте, ребята» (итал. Più forte, ragazzi!) — фильм режиссёра Джузеппе Колицци. Возрастное ограничение PG, рекомендуется присутствие родителей.

## Сюжет
Плата и Салуд — два пилота, промышляющих контрабандой и мошенничеством со страховкой. В ходе одного такого дела — разбить застрахованный самолёт, герои оказываются в джунглях Южной Америки. А поскольку для возвращения на родину нужны деньги, пилотам приходится основать новый бизнес по доставке холодного пива и прочих мелочей местным старателям. Однако, новоиспеченные бизнесмены уже поссорились с начальством алмазных приисков, что может помешать их делу. Плата находит большой изумруд, привязанный к веревке, которую носил Матто, который умер во время полета в Сальвадор. В Сальвадоре мошенники пытаются нажиться на своей находке, но попадают в тюрьму.

## В ролях
- Теренс Хилл — Плата
- Бад Спенсер — Салуд
- Райнхард Колльдехофф — мистер Ирс
- Карлос Муньос — Пилот
- Риккардо Пиццути — Насо
- Maрчеллo Верциерa — Панчер
- Сирил Кьюсак — Матто
- Александр Аллерсон — брат Салуда
- Фердинандо Муроло — человек в джунглях

## Съёмочная группа
- Режиссёр: Джузеппе Колицци
- Сценаристы: Джузеппе Колицци, Барбара Альберти

## Награды
Выиграл премию "Золотой экран" в 1973 году и "Серебряную ленту" в 1973 году за лучший саундтрек (Migliore Musica), написанный Гвидо Де Анжелисом и Маурицио Де Анжелисом.

## Интересные факты
- Слоган фильма «Those TRINITY BOYS take to the air and still fly off the handle!»